# Лъв V Арменец
Лъв V Арменец (на гръцки: Λέων Ε' ο Αρμένιος) е византийски император от 813 до смъртта си през 820.

## Възкачване на престола
Той е началник на федератите по времето на Никифор I (802 – 811), но изпада в немилост, бичуван и принуден да се замонаши. Реабилитиран е при Михаил I Рангаве (811 – 813) и назначен за стратег на най-голямата по численост тема Анатоликон.
Лъв Арменец показва добри ръководни умения при сраженията с арабите през 812 г. и на него са възлагани надежди при войните срещу България по времето на хан Крум. Съвсем целенасочено Лъв изоставя император Михаил I в битката при Версиникия (22 юни 813 г.), а впоследствие използва поражението му като повод за военен преврат. Подкрепен от арменските войски Лъв принуждава Михаил I да абдикира и да се замонаши (11 юли 813 г.). Синовете на бившия император са скопени, за да нямат претенции за власт (според закона евнух не може да стане владетел).

## Управление

### Война с България

#### При хан Крум
След като идва на трона, Лъв трябва да се справя с обсаждащите Константинопол български войски. Ситуацията е много напрегната, тъй като българите търсят отмъщение за разорителното нахлуване на Никифор Геник. Тогава Лъв прави опит да убие чрез измама хан Крум при преговорите, но атентатът се оказва несполучлив и предизвиква яростната реакция на Крум, който опустошава околностите на Константинопол. Превзети и обезлюдени са Адрианопол (дн. Одрин) и Аркадиопол (дн. Люлебургаз). Ромеите нямат достатъчно военни сили за да спрат вилнеещите българи и само непревземаемите стени спасяват имперската столица.

#### При хан Омуртаг
През 815 г., след смъртта на Крум, Лъв Арменец сключва 30-годишен мирен договор с новия хан Омуртаг, с който се урежда границата между двете държави в Тракия, маркиращи териториалното статукво от управлението на хан Тервел. На преговорите императорът полага ритуална клетва съгласно българските обичаи, а пратениците на хана се заклеват според християнските правила. Мирът между двете страни е подновяван при следващите владетели и в общи линии продължава близо половин век.

### Иконоборска политика
Лъв V е привърженик на иконоборството, макар че демонстрира обратното преди да дойде на власт. През 815 г. са осъдени решенията на Вселенския събор от Никея и е изказана защита на иконоборския събор от 754 година. Строгите репресивни мерки, които предприема спрямо павликяните и иконопочитателите, довеждат до непопулярността на императора сред духовниците и част от народа. Той конфискува имуществото на някои видни иконопочитатели, като Теодор Студит. Пикът на иконоборската му политика е избирането на нов константинополски патриарх – Лъв, верен нему човек. Връщането към иконоборството, вече в сравнително по-умерена форма, цели не толкова премахване на самите икони, колкото набавянето на необходимите за държавата средства, за сметка на богатото духовенство.
След като осуетява заговор, ръководен от неговия съратник Михаил Псел (бъдещият император Михаил II), Лъв хвърля Псел в затвора. Скоро след това е издебнат и посечен от приближени на Псел, предрешени като монаси, по време на Коледната литургия (25 декември 820 г.) в дворцовата катедрала „Св. Стефан“.
След убийството на Лъв V Арменец четиримата му синове са кастрирани и замонашени, за да бъдат лишени от възможността да претендират за престола, тъй като според закона евнух не би могъл да бъде признат за законен император. Базирайки се на сведения от Константин Порфирогенет и Теофан Продължител арменският историк Никохайос Адонц изказва теорията, че Василий I Македонец е потомък на Лъв Арменец по женска линия, а не син на обикновени селяни.
Въпреки неговия принос за умиротворяването на империята, Лъв Арменец е оценяван негативно от византийските църковни хронисти, които критикуват иконоборството и безскрупулните му действия.